# Mistrzostwa Afryki Juniorów w Wielobojach Lekkoatletycznych 2009
Mistrzostwa Afryki Juniorów w Wielobojach Lekkoatletycznych 2009 – zawody lekkoatletyczne rozegrane 18 i 19 kwietnia w Bambous na Mauritiusie.
Jedyną rozgrywaną konkurencją był dziesięciobój mężczyzn, w mistrzostwach wzięło udział 6 zawodników z 3 krajów, jeden lekkoatleta nie ukończył rywalizacji.

## Rezultaty
| Konkurencja:  | 1. miejsce     | Rezultat  | 2. miejsce            | Rezultat  | 3. miejsce       | Rezultat  |
| Dziesięciobój | Gert Swanepoel | 6137 pkt. | Islam Mohamed Shaaban | 6018 pkt. | Jonathan Caëtane | 5828 pkt. |